# Мунму
Мунму (кор. 문무, 文武, Munmu, Munmu; 626–681) — корейський правитель, тридцятий володар (ван) держави Сілла (перший ван об'єднаної Сілли).

## Життєпис
Був сином вана Муйоля та панни Мунмьон. Народився 626 року, отримавши ім'я Пьопмін. 654 року його було призначено на посаду пахінчан (відповідав за морські справи та дипломатичні відносини). 655 року отримав титул принца, а 660 року — спадкоємця трону.
661 року після смерті батька посів трон Сілли, змінивши ім'я на Мунму. Продовжив політику союзу з імперією Тан та війни з Когурьо й Пекче. Ще 660 року сілланські війська захопили Пекче. Однак там спалахнуло повстання на чолі з князем Пйо Пуном, якого підтримувала Когурьо. 661 року Мунму відрядив війська проти Когурьо, але зазнав поразки. Від 662 року був змушений протистояти Японії, що уклала союз із Когурьо. 663 року за підтримки танського флоту в битві при річці Пек було завдано поразки японським військам. До 664 року загроза з боку японського імператора Тендзі зникла.
У 664—666 роках відряджав нові війська проти Когурьо, але знову без особливого успіху. 667 року, скориставшись внутрішньою боротьбою в Когурьо, відрядив нове військо на підкорення тієї держави. Разом із Сіллою діяли танські війська на півночі. 668 року тансько-сілланська армія захопила когурьоську столицю Чанган.

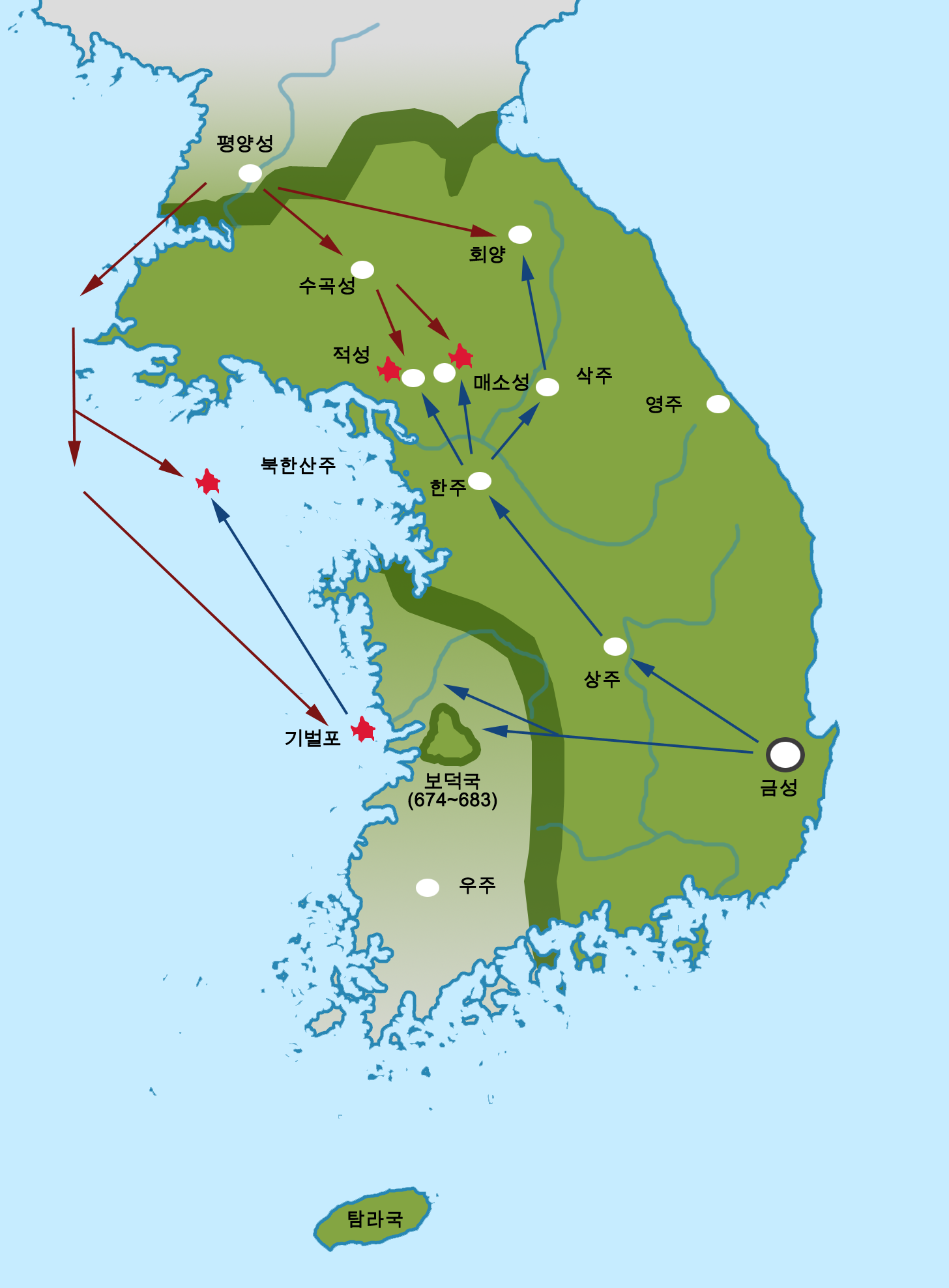
Війна Сілли й Тан

Невдовзі Мунму стикнувся з амбіяціями Тан підкорити весь Корейський півострів. Китайці на частині колишньої Пекче утворили залежне князівство. В свою чергу Мунму підтримав повсталих когурьосців. 670 року почалася відкрита війна. Мунму відрядив свого вуйка — талановитого військовика Кім Юсіна, до китайців у Пекче, які 671 року зазнали поразки. Відтоді ті землі було приєднано до Сілли. Водночас уряд Сілли визнав Ансуна (представника поваленої династії) ваном Когурьо. Того ж року в Жовтому морі було завдано поразки танській флотилії.
У відповідь 674 року танський імператор Гао-цзун оголосив Мунму позбавленим влади й оголосив його брата Інмуна ваном Сілли. 675 року сілланські війська відбили напад на острів Хяндо.
675 року війська Тан вдерлися до Корейського півострова, завдавши в битві біля Чхільчжуна поразки сілланському війську. Втім Мунму шляхом оголошення постійних перемовин зумів виграти час для відновлення війська.
Восени 675 року сілланська армія в битвах біля Пексу та Мечхо завдала поразки танським військам. Втім протягом 676 року ворог зумів зайняти низку важливих фортець та завдати поразки сілланському флоту в битві біля Кібольпхо.
Але згодом сілланські загони в 22 битвах завдали значних втрат загарбникам. Значна частина битв відбулася на морі, зокрема Друга битва при Кібольпхо. Зрештою танський імператор наказав вивести війська з Корейського півострова. Фактичним кордоном стала річка Тедонган, що проходила через Чанган, який залишився під владою китайців. В результаті Мунму вдалося об'єднати більшу частину Корейського півострова. Тому його держава отримала назву Об'єднане Сілла.
Наступні роки приділив зміцненню своєї держави та відродженню господарства. Також було усунено загрозу з боку Японії шляхом укладення мирного договору з імператором Темму.
681 року Мунму тяжко захворів. Остерігаючись боротьби за спадкування влади, перед смертю передав трон синові Сінмунові.